# Pent-1-ène
Le pent-1-ène est un alcène. C'est un des isomères du pentène.